# Milkowszczyzna (obwód grodzieński)

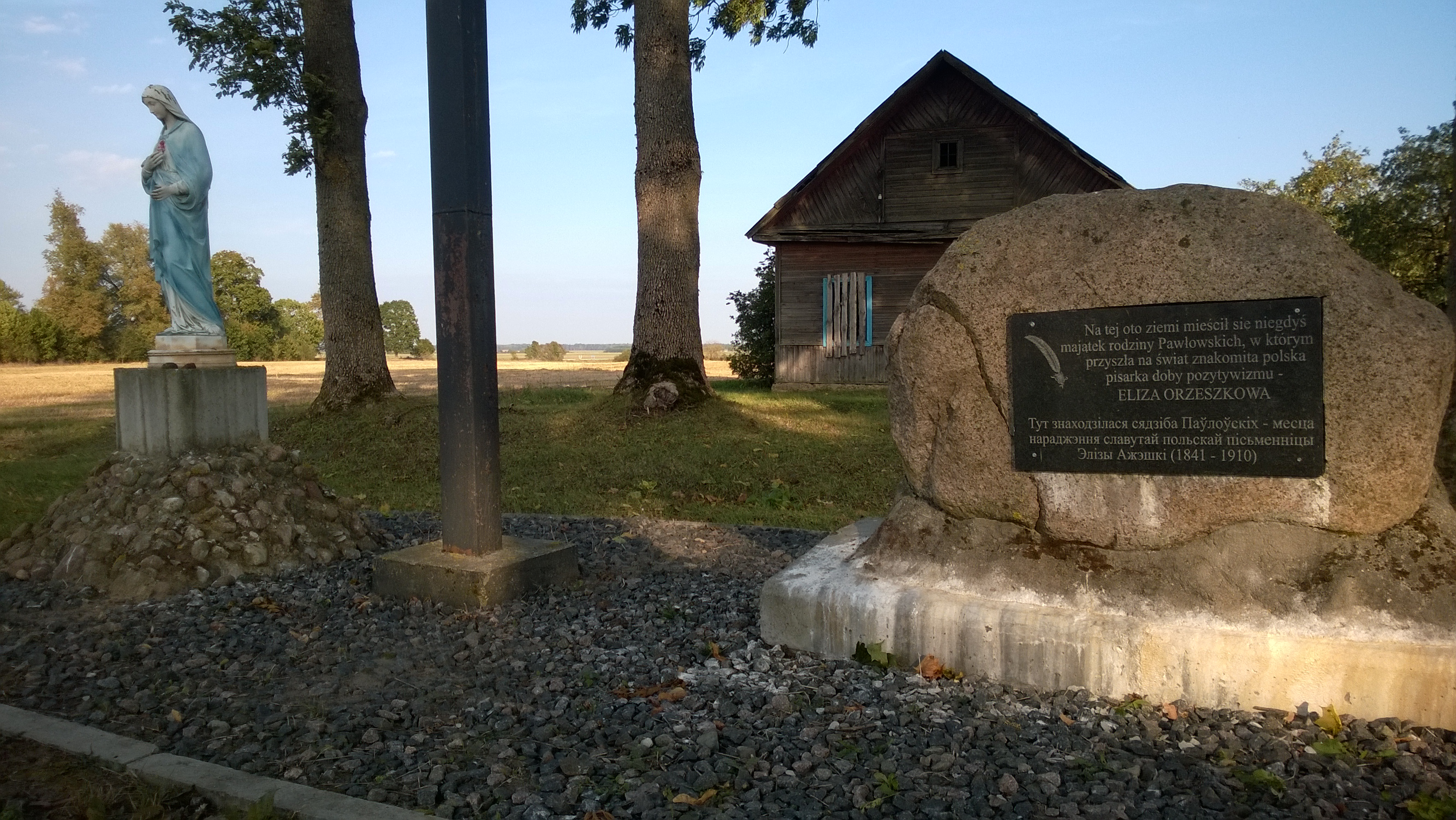
Głaz z tablicą upamiętniająca miejsce urodzenia Elizy Orzeszkowej

Milkowszczyzna (biał. Мількаўшчына) – wieś w Białorusi, w obwodzie grodzieńskim, w rejonie grodzieńskim, w sielsowiecie Skidel.

## Historia
Po raz pierwszy wspomina o Dworze Milkowskim przywilej Zygmunta I z 23 października 1508 roku dla Mikołaja Jurijewicza Pacewicza, późniejszego wojewody podlaskiego. Zapewne do końca życia dzierżył całą włość, gdyż jeszcze w 1540 w księgach sądowych grodzieńskich jest o tym wzmianka.
W roku 1555 dwór znajdował się w dzierżawie Andrzeja Łukaszewicza Wołowicza. W 1558 została zakończona tzw. pomiara włóczna, dzięki której mamy doskonały opis włości Milkowskiej. Cały czas Milkowszczyzna jest częścią Ekonomii Grodzieńskiej. Sytuacja statusu tej włości częściowo zmieniła się w 1662 roku, gdyż sejm zdecydował się wykroić z tego majątku zadośćuczynienie za Szudziałowo dla Eysymontów.
W Metryce Litewskiej nr 133 (Księga Zapisów), podsumowanie tego co weszło w skład przyznanych Eysymontom dóbr z tej włości brzmi następująco:

Upatrzywszy tedy w Dobrach Milkowskich proporcjonalną zamianę, na którą sami Ichmościowie PP Eysimontowie ochotnie zezwolili, daliśmy i defactośmy w posesję Ich Mości zawiedli grunty z poddanymi na osobliwym inwentarzu spisanymi. Naprzód Milkowskie, gdzie przed tym Folwark Króla JM Pana Naszego Miłosciwego bywał, idącego brzegiem nad rzeką Lesznią ku Solnickiej Granicy i Poniewickim Gruntom z brzegu Ekonomii Grodzieńskiej, upatrując iż jako poddanym JKM żadna być nie może od PP Eysimontów przeszkoda tak i poddani JKM przyległych wsi Rysek, Rusinowa i Chojnian żadnej nie mogą czynić przeszkody, lubo te grunty i sianożęci mieli sobie na morgi podzielone, z których osobno do Skarbu JKM płacili tedy te grunty i morgi Milkowskiego Folwarku już wszystkie od nich odeszły do czego się nie mogą wdzierać i żadnej czynić Ich Mościom PP Eysimontom przeszkody, czego czyni włók 10 na Uroczyszczu zwanym Litnica, włók 10, które były Miasteczkowi Skidelskiemu nadane. A Gruntu Osiadłego z Ogrodniki, włóka 1, morgów 18. Gruntu we wsi Hojniewiczach z poddanymi włók 16, morgów 14, także we wsi Solenikach włók 9, morgów 35, i także we wsi Przystupiczach i z Puszy włók 15, morgów 8. Któreż gruntu osiadłego i nie osiadłego ogółem uczyni włók 63, morgów 15, które to grunty osiadłe i puste według dawnego ograniczenia szerzej w Inwentarzu Skrabnego Dworzanina do naszej Komisji przydanego są wyrażone i ostateczniej opisane. A iż z poddanymi więcej nam włók w zamianę dać Ich Mościom PP Eysimontom aniżeli w Szudziałowie wymierzyło, uczyniliśmy to iż tu w Milkowszczyźnie podlejszych i nie użyteczniejszych siła znajdowała się gruntów, którą zamianą jako się Ich Moście PP Eysimontowie kontentowali, tak za odebrane w posesją swoją wszystkie prawa, przywileje i dokumenta na Szudziałowskie dane sobie uczestnikom wszystkim swego domu służące powracali i wieczystą kwitacją dali swoim i sukcesorów swoich imieniem asekurując żadnego do tych dóbr Szudziałowskich czasy wiecznymi nie czynić przystępu. Co my Komisarze mocą sobie od JKM Pana Naszego Miłościwego i całej Rzeczypospolitej daną wszystko czasy wiecznymi uspokoiwszy na konfirmacją JKM Pana Naszego Miłościwego, a po tym Rzeczypospolitej odsyłamy. Działo się w Milkowszczyźnie, dnia 20 miesiąca Julii, Roku Pańskiego 1662.
Jerzy Michał Bieniecki, Kustosz wileński regent Kancelarii Wielkiej WKsL, sekretarz JKM i Komisarz

Krzysztof Buchowiecki, Marszałek Grodzieński, Komisarz JKM
Stanisław Masalski, Podkomorzy Grodzieński, Pułkownik i Komisarz JKM. Ostatecznie w 1667 Sejm podejmuje ostateczną decyzje, potwierdzającą ustalenia Komisarzy z 1662.

W czasach zaborów wieś położona była w granicach Imperium Rosyjskiego, w guberni grodzieńskiej, w powiecie grodzieńskim.
W 1841 r. w Milkowszczyźnie urodziła się pisarka i późniejsza właścicielka wsi Eliza Orzeszkowa. Orzeszkowa sprzedała Milkowszczyznę rosyjskiemu pułkownikowi Doury’emu na początku 1871.
Po wybuchu I wojny światowej wieś została włączona do Ober-Ostu okupowanego przez Cesarstwo Niemieckie, w okręgach administracyjnych: Grodno (1915–1916), Białystok-Grodno (1916–1918) i Litwa (1918); a następnie kolejno do Królestwa Litwy, Litewsko-Białoruskiej Socjalistycznej Republiki Rad i Zarządu Cywilnego Ziem Wschodnich.
Na początku lat 20. XX wieku, na wschód od wsi znajdował się folwark o tej samej nazwie (obecnie część wsi). Folwark ten posiadał wówczas dwa budynki, które zamieszkiwało 11 osób; z czego 10 było wyznania prawosławnego, a jedna ewangelickiego. Wszystkie deklarowały polską przynależność narodową.
Od 1921 do 1939 r. miejscowość administracyjnie należała do gminy Kamionka w II Rzeczypospolitej – wpierw w powiecie grodzieńskim województwa białostockiego, a następnie w powiecie szczuczyńskim województwa nowogródzkiego (od 21 maja 1929). Natomiast w czasie II wojny światowej znalazła się w granicach obwodu białostockiego Białoruskiej SRR (1939–1941, 1944–1945) i Okręgu Białostockiego Prus Wschodnich (1941–1944).
W 1987 r. do Milkowszczyzny przyłączono wioskę Krzywlany, dawniej własność Marii Osipownej Zygmuntowskiej, żony radcy tytularnego.

## Atrakcje turystyczne
- Pozostałości po majątku ziemskim Pawłowskich (m.in. studnia i aleja dwustuletnich klonów, zwana „Aleją Elizy”)[16][17]
- Muzeum literacko-krajoznawcze (założone w budynku byłej szkoły, zamkniętej w 2012)[17]
- Zabytkowa prawosławna cerkiew parafialna Opieki Matki Bożej (wzniesiona w latach 1904–1908)[18]
- Około kilometr na wschód od pobliskiej wsi Zaleśna mieści się również cmentarz rodzinny Pawłowskich, gdzie m.in. pochowany jest ojciec Elizy – Benedykt[12][16].